# Fritz Schade (Schauspieler)

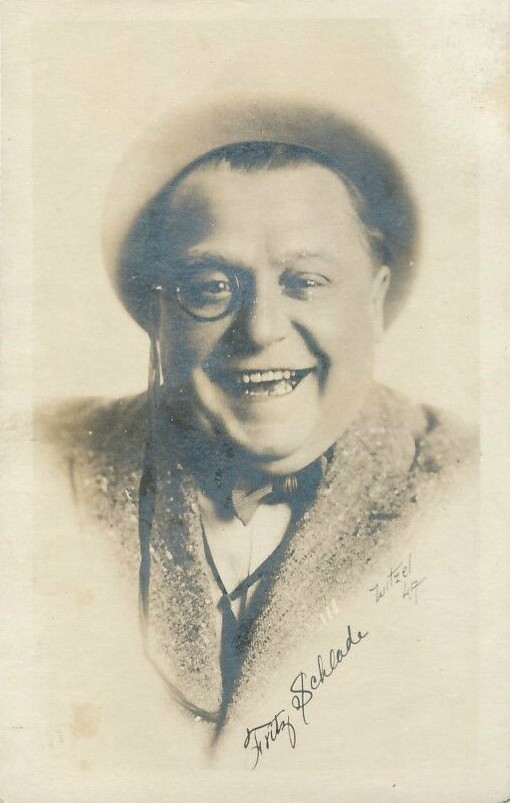

Friedrich Wilhelm Franz „Fritz“ Schade (* 19. Januar 1880 in Dresden; † 17. Juni 1926 in Los Angeles, Kalifornien) war ein deutsch-amerikanischer Schauspieler.

## Leben
Fritz Schade war Teil der Gruppe um Mack Sennett, die die Keystone comedies, eine Filmproduktionsfirma gegründet hatten. Von 1913 bis 1918 war er in rund 60 Filmen zu sehen. 1914 spielte er mehrmals zusammen mit Charlie Chaplin.
Fritz Schade war verheiratet mit Betty Schade und hatte mit ihr ein Kind. 

## Filmografie (Auswahl)
- 1913: His Crooked Career
- 1914: The Fourth Proposal von Robert Z. Leonard
- 1914: Laughing Gas von Charlie Chaplin
- 1914: The Property Man
- 1914: The Face on the Bar Room Floor von Charlie Chaplin
- 1914: The Rounders von Charlie Chaplin und Roscoe Arbuckle
- 1914: The New Janitor von Charlie Chaplin
- 1914: His New Profession von Charlie Chaplin
- 1914: Dough and Dynamite von Charlie Chaplin
- 1914: His Musical Career von Charlie Chaplin
- 1914: His Prehistoric Past von Charlie Chaplin
- 1915: Saved by the Wireless
- 1915: Peanuts and Bullets von Nick Cogley
- 1915: Fatty’s New Role
- 1915: Fickle Fatty’s Fall
- 1915: A Submarine Pirate
- 1916: His Last Scent
- 1916: The Surf Girl
- 1917: Her Nature Dance
- 1917: Fickle Fatty’s Fall
- 1917: His Precious Life
- 1917: Whose Baby? von Clarence G. Badger
- 1917: A Prairie Heiress
- 1917: A Sanitarium Scandal
- 1918: A Neighbor’s Keyhole von Henry Lehrman